# New Life
„New Life” este al doilea single lansat de formația Depeche Mode în Regatul Unit. A fost lansat la data de 13 iunie 1981. Single-ul nu a avut o lansare oficială în Statele Unite. 
Au apărut două variante ale cântecului. Varianta 7", denumită mai apoi „versiunea de album” deoarece a apărut pe albumul Speak and Spell, lansat în octombrie 1981, și un remix de 12", care are un intro diferit față de varianta de album, percuția fiind mai intensă, în timp ce pe partea vocală din mijlocul cântecului este adăugată o parte de sintetizator. Remixul avea să apară pe varianta albumului Speak and Spell lansată în Statele Unite.
Single-ul a devenit primul hit al trupei Depeche Mode în UK, ajungând pe locul 11 în clasamentul din insulă. La data de 25 iunie 1981, formația a interpretat melodia „New Life” la prima lor apariție în emisiunea Top of the Pops a canalului de televiziune BBC. Depeche Mode a mai interpretat de două ori cântecul în această emisiune, la edițiile din 16 iulie și 30 iulie 1981.
Fața B a single-ului a fost melodia „Shout!”, primul cântec al trupei Depeche Mode care să beneficieze de un extended remix intitulat „Rio Remix”. Acesta avea să apară pe compilația de remixuri Remixes 81 - 04, lansată în 2004. Este cel mai vechi cântec aflat pe această compilație.

## Lista de melodii
7" Mute / 7Mute14 (UK)
1. "New Life" – 3:43
2. "Shout!" – 3:44

12" Mute / 12Mute14 (UK)
1. "New Life (Remix)" – 3:58
2. "Shout! (Rio Remix)" – 7:31

CD Mute / CDMute14 (UK)1
1. "New Life (Remix)" – 3:58
2. "Shout!" – 3:44
3. "Shout! (Rio Remix)" – 7:31

Notes
- 1:CD lansat în 1991.
- Toate cântecele au fost compuse de Vince Clarke.